# Zesłanie Ducha Świętego (obraz El Greca)
Zesłanie Ducha Świętego (hiszp. Pentecostés) – obraz olejny hiszpańskiego malarza pochodzenia greckiego Dominikosa Theotokopulosa, znanego jako El Greco.

## Historia obrazu
Obraz był jednym z siedmiu obrazów stworzonych w latach 1596–1600 dla poliptyku ołtarzowego kościoła seminaryjnego madryckiego Colegio de doña María de Aragón. Ołtarz został rozebrany podczas francuskiej okupacji Hiszpanii. Pięć obrazów trafiło ostatecznie do madryckiego muzeum Prado, a jeden do Narodowego Muzeum Sztuki w Bukareszcie. Siódmy obraz uznano za zaginiony. El Greco otrzymał zlecenie od wykonawców testamentu patronki kolegium, damy dworu Doñi Marii de Córdoba y Aragón, która zmarła w 1593 roku. Było to największe zlecenie, jakie otrzymał artysta – za jego zrealizowanie otrzymał 6000 dukatów. Zesłanie Ducha Świętego znajdowało się w górnej części retabulum, po prawej stronie sceny Ukrzyżowania.

Temat obrazu został zaczerpnięty z Dziejów Apostolskich: 

Nagle dał się słyszeć z nieba szum, jakby uderzenie gwałtownego wiatru, i napełnił cały dom, w którym przebywali. Ukazały się im też języki jakby z ognia, które się rozdzieliły, i na każdym z nich spoczął jeden. I wszyscy zostali napełnieni Duchem Świętym, i zaczęli mówić obcymi językami, tak jak im Duch pozwalał mówić (Dz 2,2–4)

## Opis obrazu
Wszystkie sześć zachowanych obrazów namalowanych dla kolegium nosi znamiona ekspresjonistycznego stylu, charakterystycznego dla późniejszych dzieł El Greca. Postacie są wydłużone, wpatrzone w niebo, z którego płynie nadnaturalne światło oświetlające blade twarze apostołów. Nad głowami każdego z nich widoczny jest płomyk Ducha Świętego. Centralną postacią jest Maria, która jako jedyna ma splecione do modlitwy ręce i bez oznak zaskoczenia przyjmuje dar błogosławieństwa. Obok Marii stoi Maria Magdalena i trzynastu apostołów. El Greco idąc z duchem panujących wówczas zwyczajów, wśród uczniów umieścił dodatkowo swój autoportret. Jest to postać druga z prawej strony, jako jedyna spoglądająca na widza. Według historyków z madryckiego Muzeum Prado, postacią tą mógł być przyjaciel artysty Antonio de Covarrubias.
El Greco, podobnie jak w większości swoich dzieł, podzielił kompozycję na dwie części: górną – sferę niebiańską i dolną – sferę ziemską. W pracy malarz posłużył się figurkami z czerwonego wosku, na których ćwiczył efekty świetlne.
W kolekcji Zogheb w Paryżu znajduje się pomniejszona wersja tego dzieła również namalowana przez El Greca; być może był to szkic przygotowawczy.